# Zilveren Penseel
De Zilveren Penseel is een literatuurprijs die sinds 1981 jaarlijks wordt toegekend aan de mooist geïllustreerde kinderboeken van het afgelopen jaar. De prijs wordt uitgereikt door de Stichting CPNB.
Tot 2018 werden er ieder jaar twee Zilveren Penselen uitgereikt. In dat jaar veranderde dit en werden er voortaan meerdere Zilveren Penselen toegekend; twee per categorie, waarvan drie aan leeftijd gerelateerde categorieën en een categorie voor non-fictieboeken. In 2019 werden de benaming van de categorieën gewijzigd in: Categorie Prentenboeken, Categorie Geïllustreerde kinderboeken, Categorie Geïllustreerde jeugdboeken en Categorie Informatief. In 2022 werd ook de Bronzen Penseel uitgereikt; in 2023 werd die bekroning weer afgeschaft. 
Van de Nederlandstalige boeken die met een Zilveren Penseel bekroond worden wint één boek de Gouden Penseel. Voor een Zilveren Penseel komen wel buitenlandse kunstenaars in aanmerking, mits het werk in het Nederlands is gepubliceerd.
Naast de Zilveren Penselen voor de best geïllustreerde kinderboeken bekroont de CPNB jaarlijks ook de best geschreven kinderboeken. Zij krijgen een Zilveren Griffel. Later in het jaar tijdens het Kinderboekenbal wordt bekendgemaakt welke met zilver bekroonde boeken de Gouden Griffel en/of het Gouden Penseel krijgen.

## Buitenlandse illustratoren
Boeken geïllustreerd door buitenlandse illustratoren werden van 2012 tot 2018 bekroond met een Zilveren Palet. Sinds 2018 ontvangen deze ook een Zilveren Penseel.

## Gelauwerden
In de loop der jaren mochten een aantal illustratoren meerdere malen een Zilveren Penseel in ontvangst nemen. 
- Het werk van Annemarie van Haeringen werd viermaal  (2014, 2015, 2018 en 2021) bekroond met deze prijs voor de best geïllustreerde boeken van het jaar.
- Driemaal werd een Zilveren Penseel toegekend aan: 
  - Tony Ross (1981, 1987 en 1995)
  - Sylvia Weve (1984,1991 en 2020)
  - Harriët van Reek (2002, 2008 en 2016)
  - Carll Cneut (2003, 2010  en 2020)
  - Yvonne Jagtenberg (2016, 2019 en 2020)
  - Martijn van der Linden (2017, 2020 en 2023)
  - Hedy Tjin (in 2022 won zij met twee boeken een Penseel en daarna nog één in 2024)

### 1981-1989

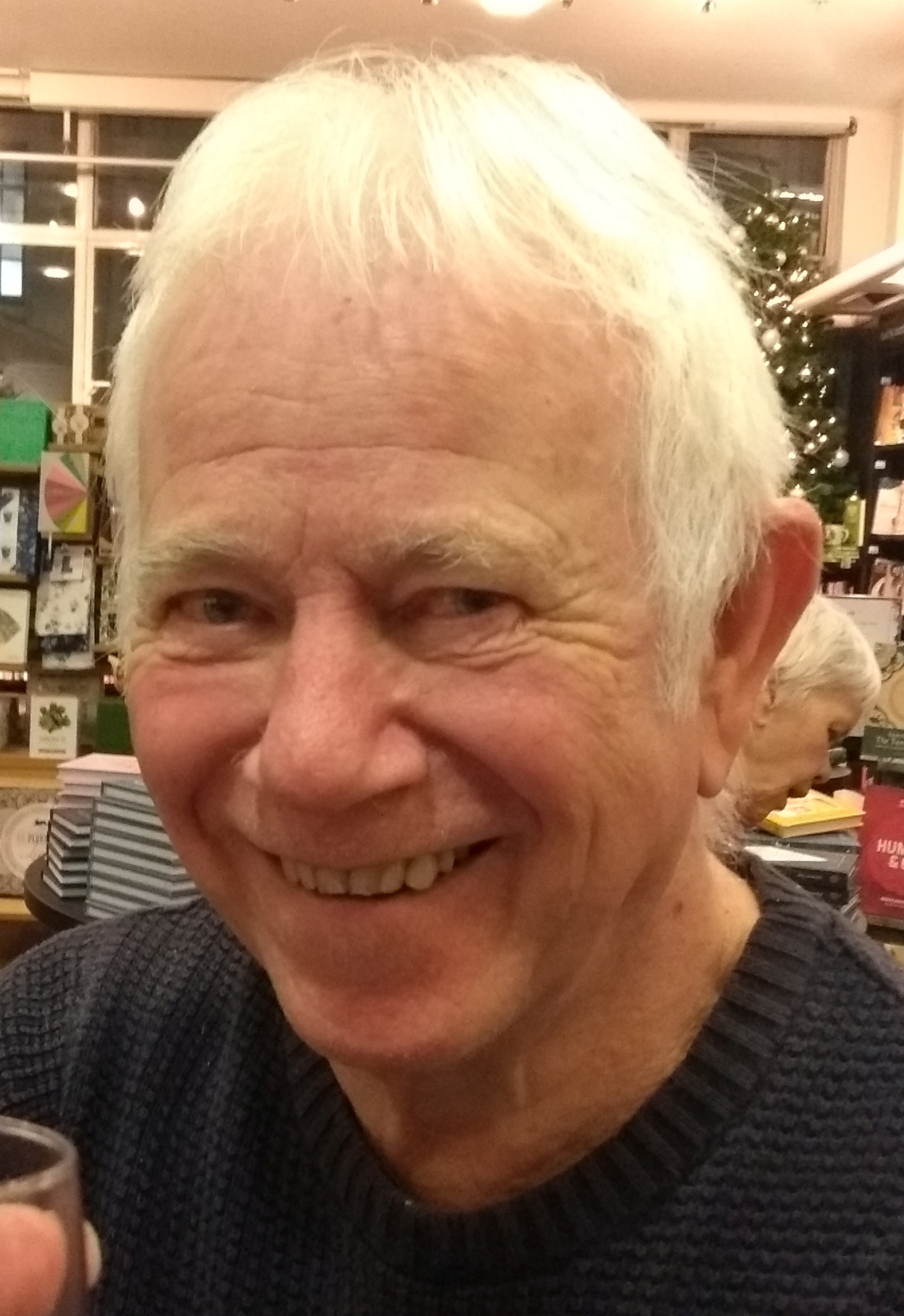
Tony Ross won driemaal een Zilveren Penseel (1981, 1987, 1995)

- 1981 - Mitsumasa Anno voor En toch draait ze
- 1981 - Tony Ross voor Joris en de bonenstaak
- 1982 - Jenny Dalenoord voor  Muis, mol en rat van Jetty Krever
- 1982 - Ralph Steadman voor Inspekteur Kaasjager van Bernard Stone
- 1983 - Arnold Lobel voor Kikker en Pad zijn best tevreden
- 1983 - Janosch voor Dieren zijn ook mensen
- 1984 - Sylvia Weve voor Oma waar blijft de taart van Veronica Hazelhoff
- 1984 - William Steig voor Doktor de Soto
- 1985 - Margriet Heymans voor Jipsloop
- 1985 - Quentin Blake voor Het verhaal van de dansende kikker
- 1986 - Joke van Leeuwen voor Deesje
- 1986 - Joep Bertrams voor Salamanders vangen van Wiel Kusters
- 1987 - Janosch voor Ik maak je weer beter, zei Beer
- 1987 - Tony Ross voor  Susan en de kwelgeest van Hiawyn Oram
- 1988 - Janet en Allan Ahlberg voor Bot en Botje
- 1988 - Fiel van der Veen voor De rode prinses van Paul Biegel
- 1989 - Joep Bertrams voor Johan Edelgans
- 1989 - Robert Innocenti voor De avonturen van Pinokkio van Carlo Collodi

### 1990-1999

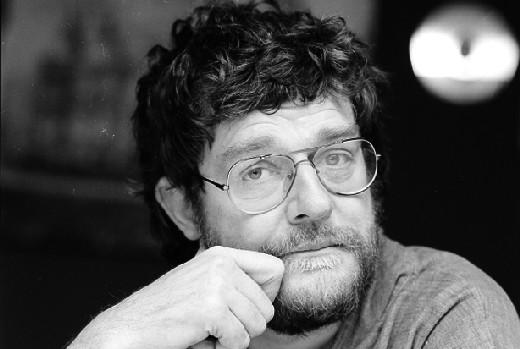
Harrie Geelen won tweemaal een Zilveren Penseel. En in 1995 een Gouden Penseel

- 1990 - David Macaulay voor Over de werking van de kurketrekker en andere machines
- 1990 - Stasys Eidrigevicius voor Teus Langneus van James Kruss
- 1991 - William Steig voor Shrek!
- 1991 - Sylvia Weve voor Het bad van de zandloper van Rindert Kromhout
- 1992 - Harrie Geelen voor Juffrouw Kachel van Toon Tellegen
- 1992 - Max Velthuijs voor  Kikker en het vogeltje
- 1993 - Andrew Kulman voor Stop!
- 1993 - Kveta Pacovská voor De kleine koning van Hans Gartner
- 1994 - Anna Höglund voor  Kun je fluiten Johanna? van Ulf Stark
- 1994 - Mario Ramos voor  Benno en het Berekind van Rascal
- 1995 - Lucy Cousins voor Muis en haar vriendjes
- 1995 - Tony Ross voor  Zij is altijd de eerste! van Hiawyn Oram
- 1996 - Dick Bruna voor Nijntje in de tent
- 1996 - Anna Höglund voor Afrika achter het hek van Bart Moeyaert
- 1997 - Benoît van Innis voor Mijn oom Gilbert
- 1997 - Rotraut Susanne Berner voor Het Avontuur
- 1998 - Wolf Erlbruch voor  Mevrouw Meijer, de merel
- 1998 - Hélène Riff voor  Hoe papa zijn oude tante vermoordde
- 1999 - Philip Hopman voor 22 Wezen (prentenboek, tekst van Tjibbe Veldkamp)
- 1999 - Frédérique Bertrand voor Afdankertjes (prentenboek)

### 2000-2009
- 2000 - Gerda Dendooven voor De verliefde prins
- 2000 - Lisbeth Zwerger voor Alice in Wonderland
- 2001 - Rotraut Susanne Berner voor De prinses komt om vier uur
- 2001 - Jaap de Vries voor  Een kip voor Toos
- 2002 - Harriët van Reek voor Bokje
- 2002 - Tijn Snoodijk voor Getver! alweer een boek
- 2003 - Carll Cneut voor  Het Ongelooflijke Liefdesverhaal van Heer Morf
- 2003 - Kitty Crowther voor In het pikkedonker
- 2004 - Wolf Erlbruch voor De Schepping van Bart Moeyaert
- 2004 - Isabelle Vandenabeele voor Rood Rood Roodkapje van Edward van de Vendel
- 2005 - Kitty Crowther voor Kleine Dood en het meisje
- 2005 - Thé Tjong-Khing voor Waar is de taart?
- 2006 - Charlotte Dematons voor Grimm
- 2006 - Mance Post voor Middenin de nacht
- 2007 - Sieb Posthuma voor Feodoor heeft zeven zussen van Marjet Huiberts
- 2007 - Wouter van Reek voor Keepvogel – De uitvinding
- 2008 - Harriët van Reek voor Letterdromen met Do
- 2008 - Sebastian Meschenmoser voor Mijnheer Eekhoorn en de eerste sneeuw
- 2009 - niet uitgereikt[6]

### 2010-2019

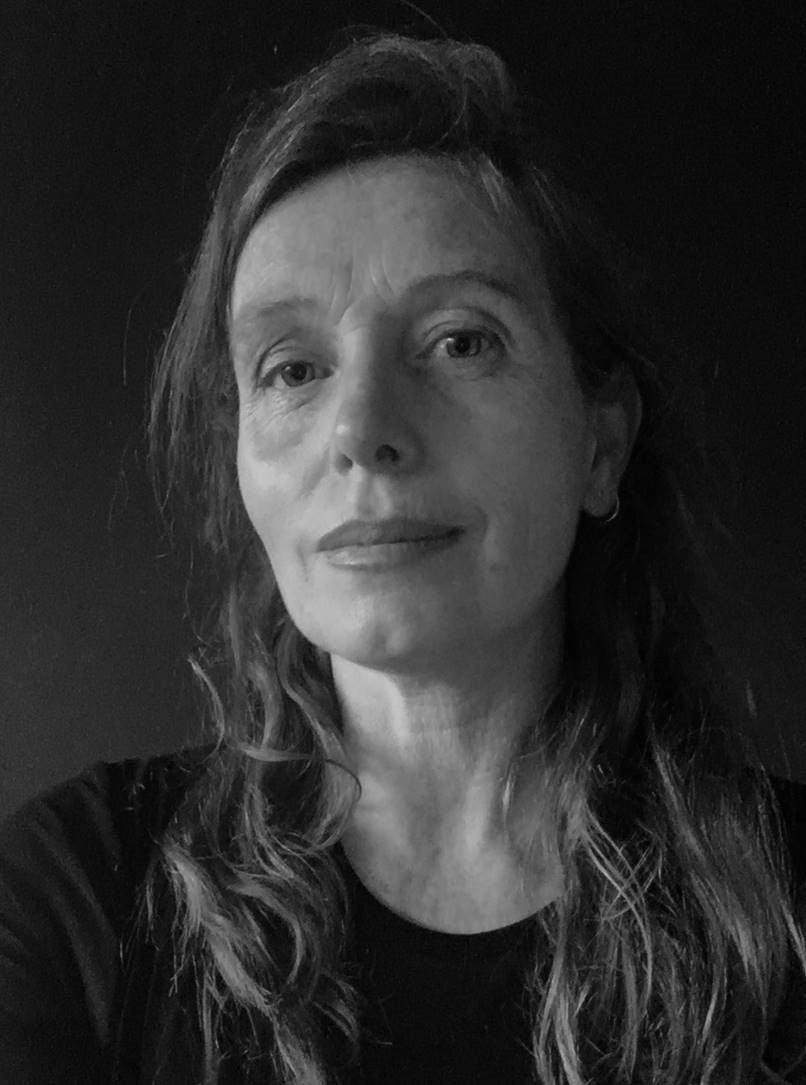
Yvonne Jagtenberg won in 2016, 2019 en 2020 een Zilveren Penseel. Bovendien won ze het Gouden Penseel, zowel in 2019 als in 2020

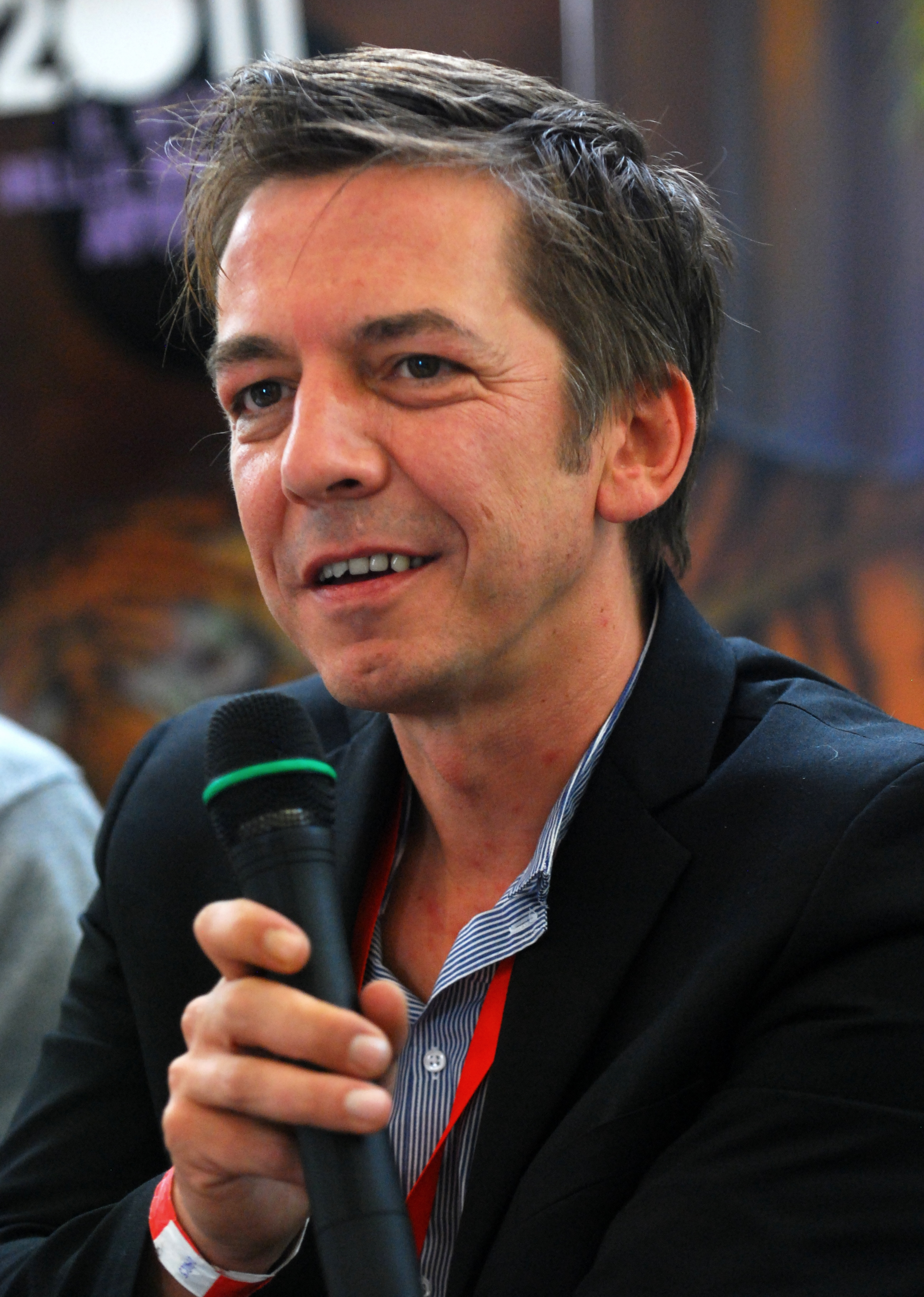
Carll Cneut won driemaal een Zilveren Penseel (2003, 2010, 2020)

- 2010 - Carll Cneut voor Fluit zoals je bent
- 2010 - Geert Vervaeke voor Een wel heel bijzondere kerst van Kristien In-'t-Ven)
- 2011 - Joëlle Jolivet voor Kleuralles
- 2011 - Vanessa Verstappen voor Armandus de Zoveelste (tekst Dimitri Leue)
- 2012 - Karina Schaapman voor Het Muizenhuis
- 2012 - Sieb Posthuma voor Een vijver vol inkt van Annie M.G. Schmidt
- 2013 - Charlotte Dematons voor Nederland
- 2014 - Annemarie van Haeringen voor Coco of het kleine zwarte jurkje
- 2014 - Floor Rieder voor Het raadsel van alles wat leeft
- 2015 - Annemarie van Haeringen voor Sneeuwwitje breit een monster
- 2015 - Alice Hoogstad voor Monsterboek
- 2016 - Harriët van Reek voor Lettersoep
- 2016 - Yvonne Jagtenberg voor Hondje, de enige echte
- 2017 - Martijn van der Linden voor Tangramkat. De auteur van dit boek Maranke Rinck kreeg een Zilveren Griffel
- 2017 - Milja Praagman voor Omdat ik je zo graag zie
- 2018[7]
  - Categorie 0 tot 3 jaar
    - David Barrow: Heb jij misschien Olifant gezien?
    - Fleur van der Weel: Pippeloentje, auteur Annie M.G. Schmidt

  - Categorie 3 tot 6 jaar
    - Sanne te Loo: Dit is voor jou
    - Ingrid & Dieter Schubert Konijnentango, auteur Daan Remmerts de Vries

  - Categorie 6 tot 12 jaar)
    - Brian Elstak: Tori, auteur Karin Amatmoekrim
    - Annemarie van Haeringen: En toen, Sheherazade, en toen?, auteur Imme Dros

  - Categorie Informatief
    - William Grill: De wolven van Currumpaw
    - Ludwig Volbeda Fabeldieren, auteur Floortje Zwigtman. Dit boek won ook de Gouden Penseel
- 2019[8]
  - Categorie prentenboeken
    - Harrie Geelen: Van twee ridders, auteur Imme Dros
    - Yvonne Jagtenberg: Mijn wonderlijke oom. Dit boek won ook de Gouden Penseel

  - Categorie Geïllustreerde kinderboeken
    - Marije Tolman: Vosje, auteur Edward van de Vendel. De auteur kreeg voor dit boek een Zilveren Griffel
    - Chrudos Valousek: De pittige pruim die een pop werd, auteur Vojtěch Mašek, vertaler Edgar de Bruin  (Boycott)

  - Categorie Geïllustreerde jeugdboeken
    - Joren Joshua: Zeb., auteur Gideon Samson. De auteur kreeg voor dit boek een Zilveren Griffel
    - Jeffrey Alan Love: Noorse mythen over Odin, Thor en Loki, auteur Kevin Crossley-Holland, vertaler Margaretha van Andel

  - Categorie Informatie
  - Karst-Janneke Rogaar: Vriendschap is alles, auteur Stine Jensen
  - Anne Stalinski: De bromvliegzwaan en andere verhalen over taal, auteur Arend van Dam

### 2020-2024
2020

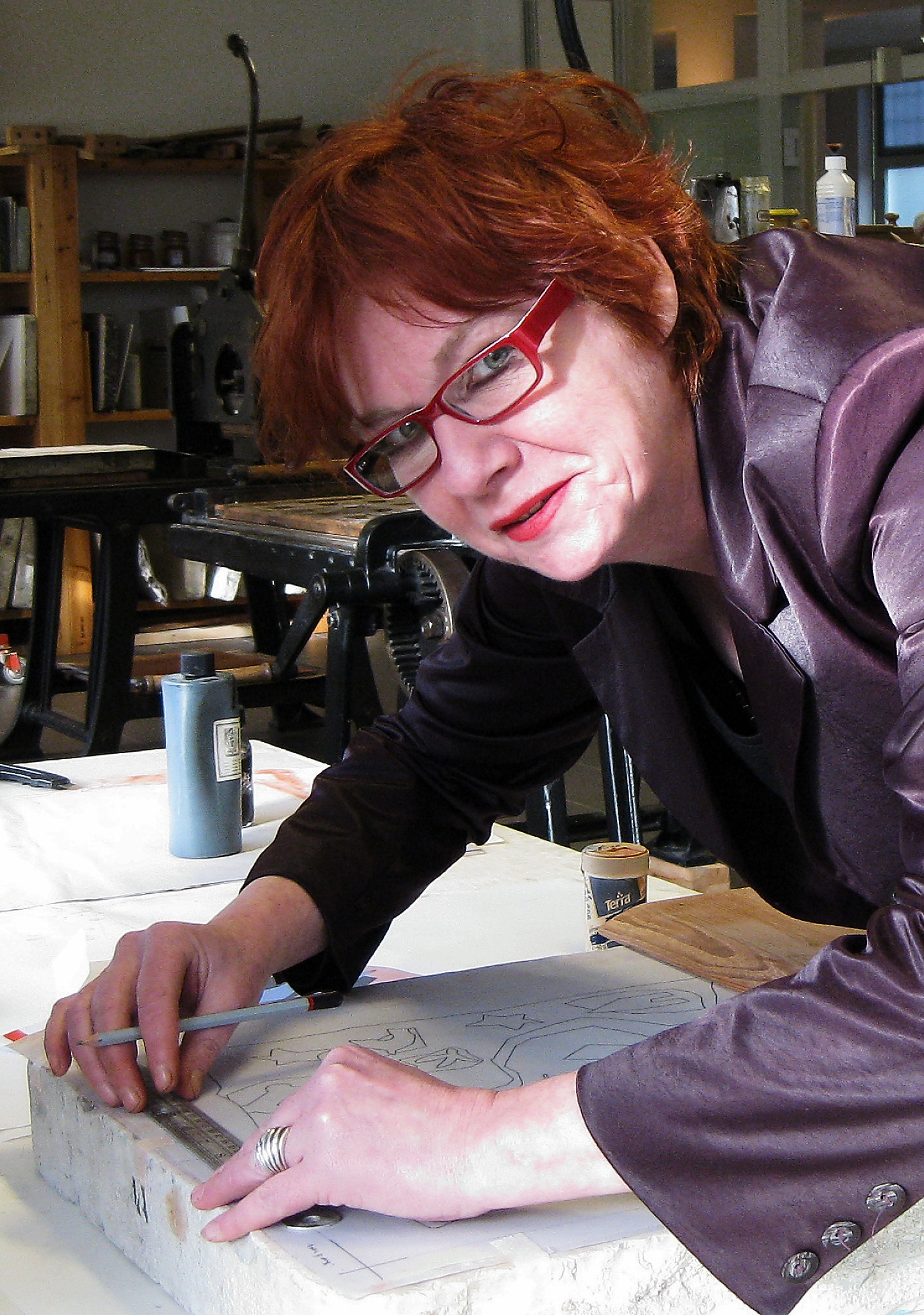
Sylvia Weve won driemaal een Zilveren Penseel (1984, 1991, 2020). En het Gouden Penseel in 2013

Het Gouden Penseel 2020 werd gewonnen door Yvonne Jagtenberg voor Hup, Herman!
- Categorie prentenboeken
  - JooHee Yoon:  Stel dat…, auteur Alastair Reid  (Boycott)
  - Yvonne Jagtenberg: Hup, Herman!
- Categorie Geïllustreerde kinderboeken
  - Carll Cneut: De Vuurvliegzee – en andere dierenverhalen, auteur Toon Tellegen
  - Martijn van der Linden: Wat je moet doen als je over een nijlpaard struikelt. De auteur Edward van de Vendel won een Zilveren Griffel voor dit boek
- Categorie Geïllustreerde jeugdboeken
  - Sylvia Weve: Uit elkaar. De auteur Bette Westra kreeg een Zilveren Griffel voor dit boek
  - Peter Van den Ende: Zwerveling
- Categorie Informatie
  - Wouter van Reek: Nadir en Zenith in de wereld van Escher
  - Lisk Feng: Everest, auteur Angela Sangma Francis

2021
Het Gouden Penseel 2021 werd gewonnen door Ludwig Volbeda voor Hele verhalen voor een halve soldaat.
- Categorie prentenboeken
  - It’s raining elephants voor Marta en ik (Boycott)
  - Noëlle Smit voor Vuilnisvarkens Job en Bob, auteur: Tjibbe Veldkamp (Gottmer)
- Categorie Geïllustreerde kinderboeken
  - Jeffrey Alan Love voor Noorse sagen – Voorbij de regenboogbrug, auteur: Kevin Crossley-Holland, vertaler: Margaretha van Andel (Lemniscaat)
  - Annemarie van Haeringen voor Mensen met koffers, auteur: Sjoerd Kuyper (Hoogland & Van Klaveren)
- Categorie Geïllustreerde jeugdboeken
  - Ludwig Volbeda voor Hele verhalen voor een halve soldaat, auteur: Benny Lindelauf (Querido). Dit boek won ook de Gouden Penseel. De auteur won een Zilveren Griffel.
  - Floor de Goede voor Gloei, auteur: Edward van de Vendel (Querido), De auteur won een Zilveren Griffel.
- Categorie Informatief
  - Marijke Klompmaker voor Alles wat was, auteur: Stine Jensen (Kluitman)
  - Ben Rothery voor Verborgen wereld, vertaler: Rob de Ridder (Van Goor)

2022
Het Gouden Penseel 2022 werd gewonnen door Raoul Deleo voor Terra Ultima.
Hedy Tjin won dit jaar twee Zilveren Penselen.
- Categorie prentenboeken
  - Hanneke Siemensma voor De Haas zonder neus (Hoogland & Van Klaveren)
  - Octavie Wolters voor Het lied van de spreeuw (Ploegsma)
- Categorie geïllustreerde kinderboeken
  - Hedy Tjin voor Op de rug van Bigi Kaymann (Querido)
  - Rébecca Dautremer voor Over mieren die goud verzamelen (Standaard)
- Categorie geïllustreerde jeugdboeken
  - Raoul Deleo voor Terra Ultima (Lannoo)
  - Brian Elstak en Hedy Tjin voor Lennox en de gouden sikkel (De Harmonie)
- Categorie informatieve boeken
  - Monika Vaicenavičienė voor Wat is een rivier (Infodok)
  - Marieke ten Berge voor Noord (Lemniscaat)

2023

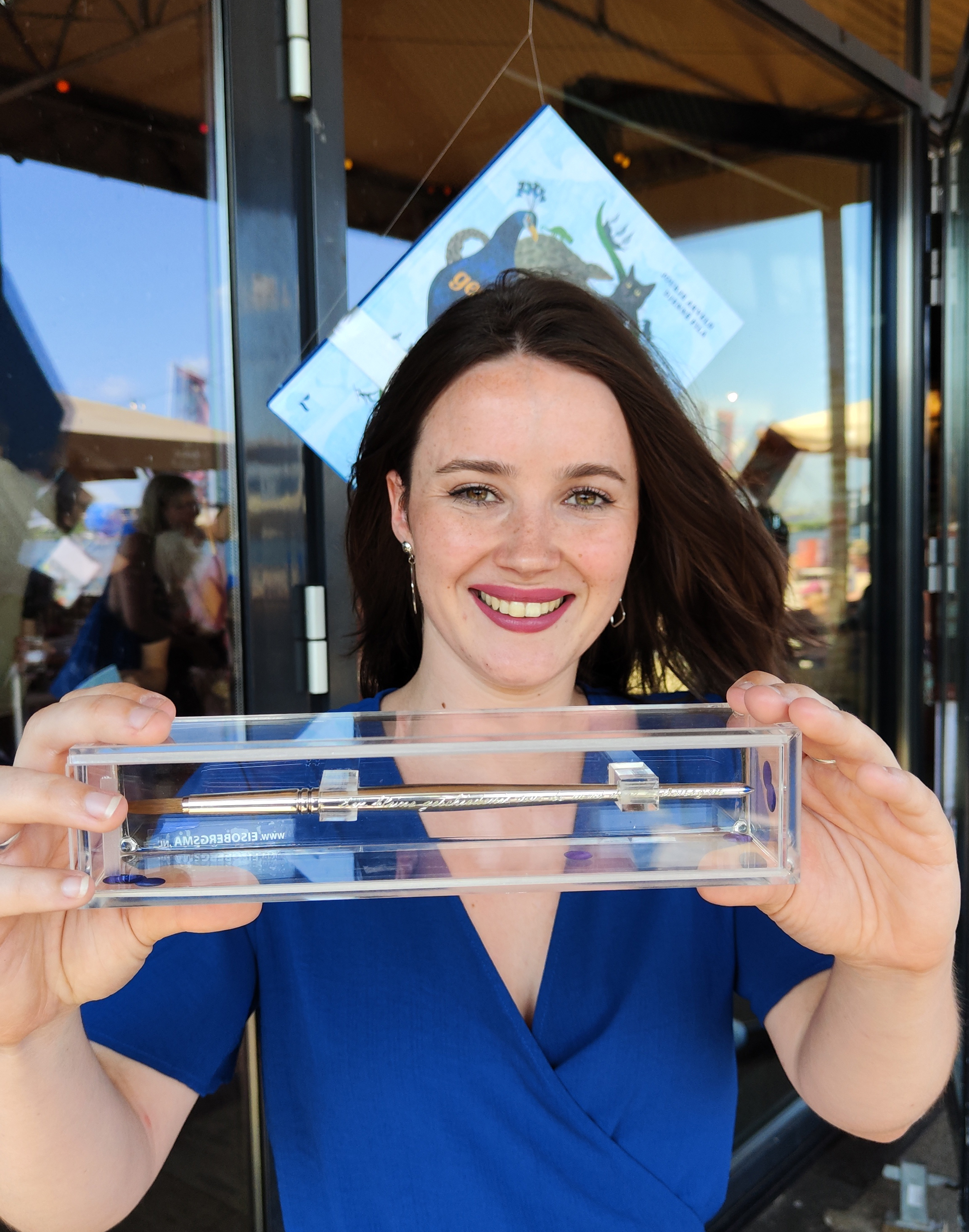
Djenné Fila won in 2023 zowel een Zilveren Penseel als het Gouden Penseel

Het Gouden Penseel 2023 werd gewonnen door Djenné Fila voor Een kleine geschiedenis van de mens door dierenogen.
Het boek Misjka, geschreven door Edward van de Vendel en Anoush Elman en geïllustreerd door Annet Schaap werd dit jaar bekroond met zowel een Zilveren Penseel als een Zilveren Griffel. Later wonnen de auteurs ook de Gouden Griffel.
- Categorie prentenboeken
  - The Fan Brothers voor Project Barnabus (Pelckmans)
  - Sydney Smith voor Klein in de grote stad (Querido)
  - Hanneke Siemensma voor gedachten denken (Querido)
- Categorie geïllustreerde kinderboeken
  - Annet Schaap voor Misjka, geschreven door Edward van de Vendel en Anoush Elman (Querido)
  - Marieke Nelissen voor Ze hadden hun schaapjes geteld, geschreven door Benny Lindelauf (Querido)
- Categorie Informatieve kinderboeken
  - Joëlle Jolivet voor Ons lichaam (De Harmonie)
- Categorie geïllustreerde jeugdboeken
  - Martijn van der Linden voor Bliksemkind, geschreven door Hans Hagen (Querido)
  - Djenné Fila voor Een kleine geschiedenis van de mens door dierenogen | Over heilige koeien, ruimteapen en de roep van de kakapo, geschreven door Joukje Akveld (De Harmonie)

2024
Jeska Verstegen won later in het jaar het Gouden Penseel voor Het touw en de waarheid. 
Twee boeken, Pardalita van Joana Estrela en Paddenstoel & co van Geert-Jan Roebers & Wendy Panders , werden dit jaar bekroond met zowel een Zilveren Penseel als een Zilveren Griffel. 
- Categorie Prentenboeken
  - Sydney Smith voor De tuin van mijn Baba, geschreven door Jordan Scott en vertaald door Edward van de Vendel
  - Hedy Tjin voor 151 boeken, geschreven door Pim Lammers
- Categorie Geïllustreerde kinderboeken
  - Puck Koper voor Water is voor vissen
- Categorie Geïllustreerde jeugdboeken
  - Joana Estrela voor Pardalita, vertaald door Finne Anthonissen
  - Jeska Verstegen voor Het touw en de waarheid, geschreven door Marco Kunst
- Categorie Informatieve boeken
  - Yoko Heiligers voor MENSENDIEREN
  - Wendy Panders voor Paddenstoel & co, geschreven door Geert-Jan Roebers
  - Loes Riphagen voor Het Kabouterboek

### 2025
Categorie Prentenboeken
- Een ongelofelijk grote, ongelofelijk gevaarlijke leguaan van Natascha Stenvert, geschreven door Pim Lammers (Querido)
- De wens van Victo Ngai, geschreven door Mu’o’n Thi Van en vertaald door Hans & Monique Hagen (Mondo)

Categorie Geïllustreerde kinderboeken
- Donsdag van Jeska Verstegen, geschreven door Kristien Dieltiens (Lannoo)
- De schedel van Jon Klassen, vertaald door Berd Ruttenberg (Hoogland & Van Klaveren)

Categorie Informatieve boeken
- Je hond en jij van Elena Bulay, vertaald door Robbert-Jan Henkes (Querido)
- Het grote kippenboek van Jan Hamstra, geschreven door Evelien de Vlieger (Lannoo)

Categorie Geïllustreerde jeugdboeken
- De wonderverteller van Djenné Fila, geschreven door Lida Dijkstra (Luitingh-Sijthoff)
- Het hart van een giraf is ongelooflijk groot van Amanda Chanfreau, geschreven door Sofia Chanfreau en vertaald door Sophie Kuiper (Lannoo)